# Vireo gilvus
El vireo gorjeador (en México) (Vireo gilvus), también denominado vireo canoro (en Costa Rica), vireo cantor (en Honduras), vireo grisáceo (en Nicaragua) o vireo chipe, es una especie de ave paseriforme de la familia Vireonidae perteneciente al numeroso género Vireo. Anida en América del Norte y migra hacia México, América Central e islas del Caribe en los inviernos boreales.

## Distribución y hábitat
Anida en Alaska, Canadá y gran parte de Estados Unidos y partes de México y migra hacia este último y Centroamérica; se registra su presencia en Islas Caimán, Costa Rica, Cuba, El Salvador, Guatemala, Honduras, Jamaica y Nicaragua.
Su hábitat preferencial reproductivo consiste de bosques templados y humedales, o terrenos cercanos a cursos permanentes de agua. Durante la invernada prefiere bosques húmedos montanos tropicales y subtropicales.

## Sistemática

### Descripción original
La especie V. gilvus fue descrita por primera vez por el naturalista francés Louis Jean Pierre Vieillot en 1808 bajo el nombre científico Muscicapa gilva; localidad tipo «estado de New York, USA».

### Taxonomía
Algunas veces ha sido colocada en un género propio, Melodivireo. Puede formar una superespecie con Vireo leucophrys, y a menudo son consideradas conespecíficas, pero las dos difieren en plumaje y algunas vocalizaciones. La subespecie nominal ha sido tratada como una especie única monotípica: vireo gorjeador oriental, mientras las otras cuatro subespecies agrupadas en el grupo swainsoni formarían una especie separada: Vireo swainsonii, el vireo gorjeador occidental; se alega un grado de aislamiento reproductivo de los dos taxones en una zona de sobreposición en el sur de Canadá (Alberta); son necesarios más estudios. Las subespecies propuestas leucopolius, descrita desde el oeste de Estados Unidos (montañas Warner, en el sureste de Oregón), considerada sinónimo de swainsoni; petrorus (desde Wyoming) y connectens (desde Chilpancingo, en Guerrero, en el suroeste de México) ambas resumidas en brewsteri.

### Subespecies
Según la clasificación del Congreso Ornitológico Internacional (IOC) (Versión 6.2, 2016) y Clements Checklist v.2015, se reconocen 5 subespecies, con su correspondiente distribución geográfica:
- Grupo monotípico gilvus:
  - Vireo gilvus gilvus (Vieillot, 1808) - anida en el sur de Canadá (centro de Alberta al este hasta el extremo suroeste de Ontario y Nuevo Brunswick) y Estados Unidos (al este desde el norte de Montana, al sur hasta el sur de Oklahoma, Louisiana y Virginia); migra hacia Centroamérica.

- Grupo politípico swainsoni:
  - Vireo gilvus swainsoni Baird, 1858 - anida desde el sureste de Alaska y oeste de Canadá (al sur el sur de Yukón, suroeste de la región del Mackenzie y oeste de Alberta) hacia el sur por el oeste de Estados Unidos (al este hasta el norte de Montana) hasta el suroeste de California; migra al oeste y sur de México, Guatemala, Honduras y oeste de Nicaragua.
  - Vireo gilvus brewsteri (Ridgway, 1903) - anida en las Montañas Rocosas desde el suroeste de Montana y sur de Idaho al sur a través del suroeste de Texas hasta el oeste de México (al sur hasta el centro sur de Oaxaca); inverna en México.
  - Vireo gilvus victoriae Sibley, 1940 - anida en la región del Cabo San Lucas en Baja California (oeste de México); área de invernada desconocida.
  - Vireo gilvus sympatricus (Phillips, AR, 1991) - centro de México (norte y centro este de Puebla).